# Любимівська сільська рада (Дніпровський район)
| Любимівська сільська рада — орган місцевого самоврядування у Дніпровському районі Дніпропетровської області з адміністративним центром у c. Любимівка. Знаходиться на лівобережжі Дніпра у південно-східному куті Дніпровського району на березі Дніпра й Татарки. Сільській раді підпорядковані населені пункти: - c. Любимівка - с. Перше Травня - с. Придніпрянське |

## Склад ради
Рада складається з 20 депутатів та голови.

## Керівний склад сільської ради
| ПІБ                         | Основні відомості                                                         | Дата обрання | Дата звільнення |
| --------------------------- | ------------------------------------------------------------------------- | ------------ | --------------- |
| Желяб'єва Катерина Павлівна | Сільський голова, 1948 року народження, освіта вища, член Партії регіонів | 31.10.2010   |                 |
| Желяб'єв Ігор Володимирович | Сільський голова, 1957 року народження, освіта, безпартійний              | 26.03.2006   | 31.10.2010      |

Примітка: таблиця складена за даними джерела

## Географічне розташування
Любимівська сільрада розміщена у східній частині Дніпровського району, у центральній частині Дніпропетровської області, на лівому березі річки Дніпро (Дніпровського водосховища).
Межує суходолом з містом обласного підпорядкування Дніпро (на північному заході, півночі, північному сході), Іларіонівською селищною радою Синельниківського району (на сході), Мар'ївською та Дібровською сільськими радами Синельниківського району (на півдні), через Дніпровське водосховище — із Волоською та Новоолександрівською сільськими радами Дніпровського району (на південному заході). Адміністративним центром сільради є село Любимівка. Відстань від с. Любимівка до обласного центру — м. Дніпра — на північний захід становить 25 км, до районного центру — смт Слобожанське на північ — 45 км, до смт Іларіонове на північний схід — 9 км.
У межах сільради відсутні автошляхи міжнародного, національного, регіонального, територіального значення; наявні лише місцеві (з твердим та перехідним покриттям) і ґрунтові дороги.

## Фізико-географічна характеристика
Абсолютна висота території сільради над рівнем моря становить в середньому 100 м. Поверхня являє собою лівобережні частини долини річки Дніпро та її лівої притоки Самари, представлену найпівденнішою частиною Придніпровської низовини та найпівнічнишими відрогами Приазовської височини. Найвища позначка висот у межах сільради — 170,6 м над р.м. (курган Могила Довга, на південний захід від верхів'їв балки Липова близько Західного лісу). Схили річкової долини Дніпра переважно обривчасті (середня висота обривів 1,5-3 м). Заплава Дніпра затоплена водами Дніпровського водосховища.
За геоморфологічною будовою територія сільради належить до цокольних рівнин Українського кристалічного щита, що сформувалася в умовах диференційованих неотектонічних піднять, є субгоризонтальною слабохвилястою рівниною на міоценових відкладах; належить до суцільного масиву поширення покривних лісових та лісоподібних-делювіальних утворень, що охоплюють усю Південну Україну, і залягають на відкладах неогенового періоду. По долинах Дніпра та деяких значних балок наявні виходи на денну поверхню найдавніших архей-протерозойських порід, що складають структуру Українського кристалічного щита.
Територією Любимівської сільради протікають малі річки — р. Течія (Татарка) і частина течії р. Маячка (колишня назва — Кислячкова), обидві мають характер тимчасових водотоків по днищах балок. Любимівська сільрада має вихід до Дніпровського водосховища у його нижній — глибоководній — частині, що тягнеться нижче міста Дніпра і займає усю колишню порожисту ділянку річки Дніпро. Берегова лінія цієї ділянки порізана численними вузькими і глибокими затоками, що утворилися в результаті затоплення балок, ярів і долин невеликих річок. Дно піщане і кам'янисте, місцями покрите шаром мулу. Течія сповільнюється з наближенням до південної частини.
Згідно з фізико-географічним районуванням територія Любимівської сільради належить до Східноєвропейської рівнини, степової зони, північностепової підзони, Лівобережно-Приазовського краю (провінції), Кінсько-Ялинської низовинної області, Синельниківсько-Вільнянського району. Структуру ландшафтів території сільради визначають лесові височини, розчленовані долинами, балками та ярами, врізаними в докембрійські породи, з чорноземами звичайними мало гумусними, у минулому під різнотравно-типчаково-ковиловою рослинністю.
Структура ґрунтового покриву характеризується домінуванням чорноземних типів ґрунтів, переважно звичайних малогумусних слабозмитих.
Клімат в межах сільради помірно-континентальний, в цілому характеризується відносно прохолодною зимою і спекотним літом. Середня річна температура знаходиться у межах +7 °С — +9 °С. Найхолодніший місяць — січень (середньодобова температура −4 °С — −6 °С, а самий теплий — липень +21°С — +23 °С. Період з температурою +10 °С становить 185 днів. Протягом року переважають північно-західні та північні вітри, навесні — південно-східні та східні. Середня річна швидкість вітру становить взимку 5-5,5 м/с. Максимум хмарності припадає на зимові місяці. Найбільше ясних днів спостерігається в серпні. Річна кількість опадів становить 450—490 мм з добре вираженим літнім максимумом (до 60 % річної норми). Мінімальна кількість опадів спостерігається у лютому та жовтні (30-35 мм). Режим особливих атмосферних явищ: днів з туманами 40-60 (максимум — у грудні, мінімум — у червні), середньорічна кількість днів з ожеледдю — 14-17 (максимум у січні та лютому); грозових днів — 25-30 з максимумом у червні — липні; град спостерігається один — два рази на рік.
Тривалість зими — 3-3,5 місяці. Мінусові середньодобові температури встановлюються у третій декаді листопада, а стійкі морози 5-7 грудня. Мінімальних показників температура досягає в січні. У середньому за зиму спостерігається 6-8 відлиг, відзначається до 40 днів з опадами, загальна кількість яких доходить до 100—110 мм. Стійкий сніговий покрив встановлюється звичайно в двадцятих числах грудня і зберігається до початку березня. Товщина снігового покриву частіше за все не перевищує 10-15 см.

## Природоохоронні об'єкти
На території Любимівської сільської ради наявний лише один діючий природоохоронний об'єкт загальнодержавного значення — лісовий заказник "Урочище «Яцеве». Заказник створений Постановою № 198 Ради Міністрів УРСР від 19.04.1977 р., розташований між с. Любимівка та с. Перше Травня на площі 175,0 га (рис. 1.16). Наявна охоронна зона площею 1189,0 га. Знаходиться у віданні Дніпропетровського лісгоспзагу.
Територія Любимівської сільради повністю лежить у зоні перехрещення двох національних екокоридорів — широтного Степового (Південноукраїнського) та меридіонального річкового Дніпровського.
До зарезервованих для подальшого заповідання територій віднесені:
- Ландшафтний комплекс «Любимівські балки» (перспективний ландшафтний заказник) — включає систему р. Течія (Татарка) із урочищами — балками Войськова, Попова, Попасна, Ягідна;
- Ландшафтний комплекс «Балка Сад» (перспективний ландшафтний заказник) — включає систему лівої притоки р. Маячка;
- «Дніпровські Пороги» — перспектива розширення діючого регіонального ландшафтного парку «Придніпровський» за рахунок ландшафтного урочища — балки Лоханська та усього узбережжя р. Дніпро у межах сільради і акваторії Дніпровського водосховища.

## Археологічні пам'ятки
Поблизу села Любимівка досліджено поселення ямної культури доби бронзи (ІІІ тисячоліття до н. е.). В балці Татарці відкрито поселення пізньої бронзи (поч. І тисячоліття до н. е.) та черняхівської культури (ІІІ-IV ст.). На території с. Перше Травня, в балці Яцевій, відкрито поселення пізньої бронзи (XV-ІХ ст. до н. е.) та кілька ранньослов'янських поселень (IV-ХІІІ ст.).